# برایان اروسمیت
برایان اروسمیت (انگلیسی: Brian Arrowsmith; ۲ ژوئیهٔ ۱۹۴۰ – ۱۲ آوریل ۲۰۲۰) بازیکن فوتبال اهل بریتانیا بود.
از باشگاه‌هایی که در آن بازی کرده‌است می‌توان به باشگاه فوتبال بارو اشاره کرد.